# 金剛山観光客射殺事件
金剛山観光客射殺事件（クムガンサンかんこうきゃくしゃさつじけん）は、2008年7月11日午前4時50分頃、北朝鮮の金剛山観光地区で当時53歳の韓国国籍の女性観光客が朝鮮人民軍によって殺害された事件である。北朝鮮側は被殺者が軍事境界地域に侵入したと主張したものの、遺体を解剖した医師は北朝鮮兵が無防備状態の民間人たる被害者を背後から狙い撃ちした可能性が高いと発表した。

## 概要
事件の被害者Pは金剛山で殺害された当日の早朝、ビーチを散歩していた。北朝鮮側はこの被害者が軍事地域を侵犯したと主張しているが、北朝鮮が韓国政府の真相究明要求を拒否したため被害者が実際に軍事地域を侵犯したのかは明らかにされていない。マスコミと家族の証言によれば、被害者が歩いていた当該箇所は軍事地域と近接した地点であったにも拘らず、比較的型崩れ鉄条網以外は何も設置されておらず、軍事地域なのか民間人地域なのかを区分し難い状況であったとする。射撃直前被害者に警告をしたという北朝鮮側の主張があるが、確認されていない。